# 1399

## Esdeveniments
- És escrit Lo Somni, obra mestra de Bernat Metge.
- 30 de setembre - Anglaterra: després de fer abdicar Ricard II amb el suport de la Cambra dels Comuns, Enric IV se'n proclama rei.

## Naixements
- 16 de març - Pequín (Xina): Zhu Zhanji, cinquè emperador de la Dinastia Ming que va reganar amb el nom d'emperador Xuande (m. 1435).[1]

## Necrològiques
- 13 de maig, Nàpols: Otó IV de Brunswick, príncep alemany, comte consort de Provença i rei consort de Nàpols (n. 1320).[2]